# بوآ ویستا دو توپیم
بوآ ویستا دو توپیم (به پرتغالی: Boa Vista do Tupim) یک منطقهٔ مسکونی در برزیل است که در باهیا واقع شده‌است. بوآ ویستا دو توپیم ۱۸٬۵۳۱ نفر جمعیت دارد.